# Giovanni Troupée
Giovanni Troupée, né le 20 mars 1998 à Amsterdam aux Pays-Bas, est un footballeur international curacien. Il joue au poste d'arrière droit au FK Željezničar Sarajevo.

## Biographie

### Jeunesse
Giovanni Troupée naît à Amsterdam, le 20 mars 1998. Son père est néerlandais et sa mère est curacienne.

### Carrière en club
Troupée joue son premier match en Eredivisie, le 17 mai 2015, contre le Vitesse Arnhem en remplaçant Jelle de Lange à la 62e minute de jeu (match nul 3-3 au Gelredome).
Lors de la saison 2016-2017, il inscrit trois buts en Eredivisie. Par la suite, lors de la saison 2017-2018, il joue trois matchs en Ligue Europa.

### Carrière en sélection
Avec les moins de 17 ans, il participe au championnat d'Europe des moins de 17 ans en 2015. Lors de cette compétition, il joue trois matchs : contre l'Irlande, l'Angleterre, et l'Italie.